# Ladinien
| Systeem | Serie     | Etage         | Ouderdom (Ma) | Lithostratigrafie |
| --- | --------- | ------------- | ------------- | ----------------- |
| Jura | Onder     | Hettangien    | jonger        | Lias              |
| Trias | Boven     | Rhaetien      | 201,3–208,5   | Lias              |
| Trias | Boven     | Rhaetien      | 201,3–208,5   | Keuper            |
| Trias | Boven     | Norien        | 208,5–228     |                   |
| Trias | Boven     | Carnien       | 228–235       |                   |
| Trias | Midden    | Ladinien      | 235–242       |                   |
| Trias | Midden    | Ladinien      | 235–242       | Muschelkalk       |
| Trias | Midden    | Anisien       | 242–247,2     |                   |
| Trias | Midden    | Anisien       | 242–247,2     | Buntsandstein     |
| Trias | Onder     | Olenekien     | 247,2–251,2   |                   |
| Trias | Onder     | Indien        | 251,2–252,2   |                   |
| Perm | Lopingien | Changhsingien | ouder         |                   |
| Perm | Lopingien | Changhsingien | ouder         | Zechstein         |
| Indeling van het Trias volgens de ICS en NW-Europese lithostratigrafische namen. Cursieve ouderdommen zijn slechts indicaties. |           |               |               |                   |

Het geologisch tijdperk Ladinien (Vlaanderen: Ladiniaan) is de bovenste etage of laatste tijdsnede in het Midden-Trias, van rond 242 tot ongeveer 235 Ma. Het Ladinien komt na/boven het Anisien en na/boven het Ladinien komt het Carnien.

## Naamgeving en definitie
De etage werd in 1892 door Alexander Bittner ingevoerd. Bittner noemde het Ladinien naar de Ladini, een bevolkingsgroep in de Dolomieten in het noorden van Italië.
De basis van het Ladinien wordt gedefinieerd door het eerste voorkomen van de ammoniet Eoprotrachyceras curionii. Ook de conodont Budurovignathus wordt gebruikt. De top van het Ladinien is nog niet vastgelegd maar ligt in de buurt van de eerste voorkomens van de ammonieten Daxatina en Trachyceras en van de conodont Metapolygnathus polygnathiformis. De golden spike voor het Ladinien bevindt zich in een ontsluiting langs de rivier de Caffaro bij Bagolino in de Italiaanse provincie Brescia.
Het Ladinien bevat in Europa de overgang tussen de lithostratigrafische eenheden Muschelkalk (marien) en Keuper (terrestrisch).

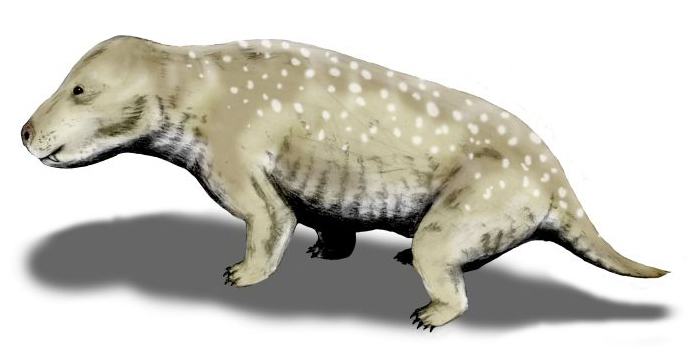
Exaeretodon
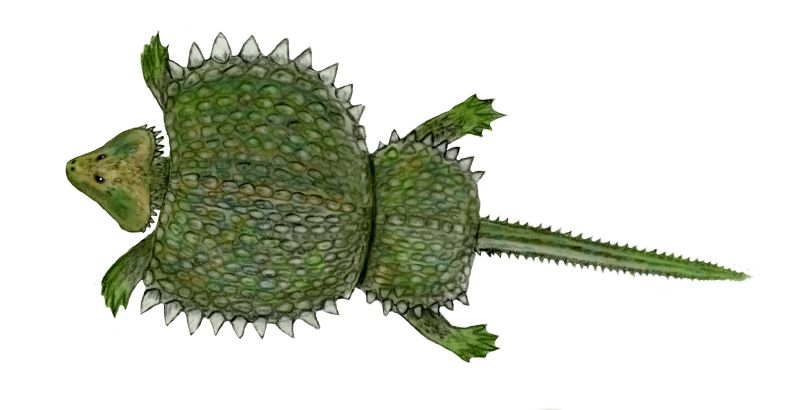
Cyamodus
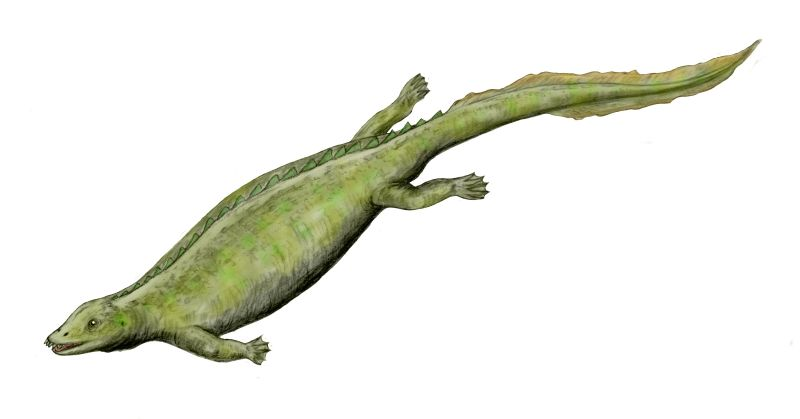
Paraplacodus